# Solenopsis brevicornis
Solenopsis brevicornis é uma espécie de formiga do gênero Solenopsis, pertencente à subfamília Myrmicinae.